# Doeshofmolen
De Doeshofmolen is een houten achtkantige grondzeiler ten oosten van de Nederlandse plaats Leiderdorp. De molen is in 1830 gebouwd ten behoeve van de bemaling van de Huis ter Doespolder. De molen heeft dienstgedaan totdat deze in 1949 stormschade opliep, waarna de bemaling van de polder werd overgenomen door de vlakbijgelegen Achthovense Molen. In 1960 werd een sloopvergunning voor deze kleine molen afgegeven, maar in 1963 werd de Doeshofmolen gekocht door de Rijnlandse Molenstichting, die de molen draaivaardig herstelde. Het duurde tot 2004 totdat de Doeshofmolen weer maalvaardig was.
De molen wordt nu regelmatig ingezet als hulp en noodgemaal.